# Замойский, Владислав (1853—1924)
Граф Владислав Замойский (пол. Władysław Zamoyski; 18 ноября 1853 — 3 октября 1924) — польский дворянин французского происхождения, дипломат, наследник Курника, Глучува, Януша, Бабина и Баргова (поместья в Великом княжестве Познанском). Приобретя поместья на польской стороне Татр и в Закопане, он был ранним экологом и филантропом. Он был наставником Юзефа Ретингера, который должен был стать международным политическим активистом во время двух мировых войн и после, после смерти отца последнего.

## Ранняя жизнь
Родился 18 октября 1853 года в Париже (Франция). Старший сын генерала графа Владислава Замойского (1803—1868), участника Польского восстания 1830-31 и бригадного генерала турецких войск в Крымскую войну, и графини Ядвиги Дзялынской (1831—1922). У него было две сестры, Мария (1857—1858), которая умерла в Англии, и еще одна Мария Замойская (1860—1937). В 1871 году он получил степень бакалавра в лицее Карла Великого, а в 1874—1878 годах предпринял четыре попытки поступить в политехническую школу. Не уверен, что ему это удалось, поскольку источники расходятся по этому вопросу. Он служил во французской армии и дослужился до звания младшего лейтенанта. В качестве представителя французского правительства он побывал в Австралии и Океании, принимал участие в выставках и привозил оттуда ценные этнографические предметы.

## Деятельность в Польше
Граф Владислав Замойский переехал в Польшу, когда он унаследовал Курник (с замком, библиотекой и дендрарием) в Великой Польше, и другие поместья от своего дяди, Яна Канты Дзялынского в 1881 году. В 1885 году, будучи французским гражданином, он был изгнан пруссаками из Курника и, следовательно, переехал в Закопане в Галиции. Там он способствовал деятельности Познанского (ипотечного) банка. В 1889 году, стремясь спасти татрские леса, он купил на аукционе имения Закопане, обойдя на один цент предложение лесопромышленника и горного промышленника Юзефа Гольдфингера. Вместе с Анджеем Храмцом ему удалось проложить железную дорогу из Хабувки в Закопане и построить щебеночную дорогу к горному курорту.
Ему удалось выиграть пограничный спор с Венгрией в Международном трибунале в Граце о собственности на Морское Око, Татранское озеро и прилегающую территорию.

## Во Франции
Затем он вернулся во Францию, где вместе со своей выжившей сестрой Марией основал несколько благотворительных и образовательных учреждений для польских эмигрантов, в частности Opieka Polska. Он был председателем благотворительного фонда Czci i Chleba и одним из основателей Польского литературного и художественного общества.

## Последующие годы
В 1920 году Владислав Замойский вернулся в Польшу. Ни он, ни его сестра никогда не были женаты. Он оставил все свое имущество польской нации в своем завещании и инициировал Польский институт дендрологии в Курнике.

## Награды
- Офицерский крест Ордена Возрождения Польши (13 июля 1921)
- Большой крест Ордена Возрождения Польши (10 ноября 1933), посмертно президентом Игнацием Мосцицким).